# La verbena de la Paloma (pel·lícula de 1935)
La verbena de la Paloma és una pel·lícula espanyola dirigida per Benito Perojo que es converteix en la segona adaptació, la primera sonora, de l'obra del mateix nom inspirada en les celebracions de les festes de la Paloma. La pel·lícula té una durada de 95 minuts, però només se n'han recuperat 72.

## Producció
Benito Perojo no volia realitzar una obra de teatre, sinó una cinematogràfica. Per a això va comptar amb un pressupost d'un milió de pessetes per a dur-lo a terme. Va contractar com a decorador a l'italià Fernando Mignoni, qui va construir un carrer de 500 metres de llarg per la qual va fer circular un tramvia tirat per cavalls, i com a operador l'alemany Fred Mandel. La pel·lícula va ser rodada en blanc i negre, a excepció d'una escena de l'aristocràcia que ho va fer en Technicolor, però aquesta escena en l'actualitat s'ha perdut.

## Repartiment
- Miguel Ligero - Don Hilarión
- Roberto Rey - Julián
- Raquel Rodrigo - Susana
- Sélica Pérez Carpio - Señá Rita
- Dolores Cortés - Tía Antonia
- Charito Leonís - Casta
- Rafael Calvo - El tabernero
- Enrique Salvador - Don Sebastián
- Carmen Guerra - La bailadora
- Isabel de Miguel - Cantadora
- Guillermo Linhoff - El novio
- Luis Llaneza - El inspector
- Alicia Palacios - La novia

## Cartell
La realització del cartell de la pel·lícula li va ser encomanada a Rafael Raga. En aquesta obra pren com a influència l'obra de Josep Renau Berenguer, encara que li dona un toc més comercial i colorista.

## Recepció
La pel·lícula es va convertir en un dels grans èxits en taquilla del cinema espanyol durant la Segona República Espanyola. Un crític de la revista Fotogramas va comentar sobre la pel·lícula que es tracta d'una «atractiva adaptació de la sarsuela que es veu limitada pel seu casticisme passat de moda que a vegades aconsegueix ser pal·liat per la seva sòlida reconstrucció i les seves bones interpretacions».».